# 卡洛三世 (帕尔马)
費迪南多·卡洛·朱塞佩·馬利亚·维托里奥·保达薩雷（義大利語：Ferdinando Carlo Giuseppe Maria Vittorio Baldassare；1823年1月14日—1854年3月27日），為波旁王室成員，亦為帕尔马公爵。

## 家庭
1845年，卡洛三世與阿圖瓦的路易絲結婚。阿圖瓦的路易絲的父親是法國國王查理十世的次子貝里公爵夏爾-斐迪南，母親是兩西西里國王弗朗切斯科一世的女兒瑪麗·卡羅琳。兩人共有2子2女：
1. 波旁-帕爾馬的瑪格麗塔（1847年—1893年）
2. 罗贝托一世（1848年—1907年）
3. 波旁-帕爾馬的艾莉絲（1849年—1935年）
4. 亨利王子（1851年—1905年）